# Balázs Samu
Balázs Samu (Bánffyhunyad, 1906. május 18. – Budapest, 1981. szeptember 25.) Kossuth-díjas magyar színész, érdemes művész.

## Életpályája
A Színművészeti Főiskolát 1928-ban végezte el, és a kolozsvári Magyar Színházhoz szerződött, ahol hősszerepeket játszott: Bánk bán (Katona József címszerep); Ádám (Madách Imre: Az ember tragédiája). 1938-ban a budapesti Nemzeti Színház szerződtette, de itt csak epizódszerepekben mutatkozhatott be.

„...egy lengyel darabban felvonásvégre jöttem be. – Doktor úr, doktor úr! – kiáltott értem a főszereplő. S én bejöttem fehér orvosi köpenyben, fejemen cilinderrel. Az ügyelőt megkértem, adjon rám fehér fényt. Egy mondatom volt csak: konstatáltam a főszereplő halálát. Feltűnést keltett az alig perces megjelenésem a színpadon: azt mondták, messze túlléptem az orvos figuráján. Én voltam a halál szimbóluma.”

Igazi tehetsége 1945 után bontakozott ki, amikor is feltűnt fanyar humorával és klasszikus darabok méltóságteljes alakjainak ábrázolásával. Nyugdíjazása után (1970) szerepekre szerződve a Madách Színházban lépett föl. 1946-tól 1952-ig a Színház- és Filmművészeti Főiskolán beszédművészetet és színészmesterséget tanított. Utoljára Firsz szerepében láthatta a közönség Csehov: Cseresznyéskert című művének televíziós változatában 1979-ben.

## Családja
Felesége Majláth Mária színésznő volt, egy fiuk született, Balázs Ádám újságíró, rendező.

## Színpadi szerepei
A Színházi adattárban regisztrált bemutatóinak száma: 80. Ugyanitt hatvankilenc színházi fotón is látható.
- Nyikolaj Vasziljevics Gogol: A revizor... Polgármester
- Makszim Gorkij: Jegor Bulicsov és a többiek... Dosztigajev
- William Shakespeare: III. Richárd... Hastings
- Madách Imre: Az ember tragédiája... Lucifer
- Shakespeare: Vízkereszt, vagy amit akartok... Malvolio
- George Bernard Shaw: Szerelmi házasság... Cokane
- Friedrich Schiller: Ármány és szerelem... von Walter kancellár
- Shaw: Pygmalion... Pickering ezredes
- Benjamin Jonson: Volpone... Corvino
- Henrik Ibsen: Peer Gynt... Gomböntő
- Arthur Miller: Az ügynök halála... Ben
- Anouilh: Colombe... Emile Robinet
- Anton Pavlovics Csehov: Ványa bácsi... Szerebrjakov
- Németh László: Széchenyi... Lonovics érsek
- Hubay Miklós: Álomfejtés... I. Ferenc József
- Herman Wouk: Zendülés a Caine hajón... Blakely kapitány
- Neil Simon: Napsugár fiúk... Al Lewis
- Molnár Ferenc: Egy, kettő, három... gróf Dubois-Schattenburg
- Örkény István: Macskajáték... Csermlényi Viktor (vendégként a Pesti Színházban)
- Mikszáth: A Sipsirica... Miniszter
- Gosztonyi János: Rembrandt... Jan Six
- Illyés Gyula: Az ozorai példa... A herceg
- Szabó Pál: Nyári zápor... Csikváry
- Molière: Nők iskolája... Chrysalde
- Mikszáth Kálmán: A Noszty fiú esete Tóth Marival... Kopereczky, főispán
- Gyárfás Miklós: Hatszáz új lakás... Gerendás Béla
- Shakespeare: Hamlet... Polonius
- Beaumarchais: Figaro házassága... Basilio
- Gorkij: Ellenségek... Bobojédov
- Vörösmarty Mihály: Csongor és Tünde... Tudós
- Davidoglu: Bányászok... Vlanga
- Lavrenyov: Amerika hangja... Earl Scoundrell
- Reginald Rose: Tizenkét dühös ember... Elnök
- Lev Tolsztoj: Élő holttest... Abrezkov herceg
- Szophoklész: Oidipusz király... Tiresias
- Shakespeare: Othello... Brabantio
- Tabi László: A nagy mutatvány... Diaboli
- Németh László: II. József... Kaunitz
- Shakespeare: Macbeth... Duncan
- Shaw: A szerelem ára... Sartorius
- Déry Tibor: Bécs, 1934... A 'professzor'
- Németh László: Szörnyeteg... Bodnár, néprajz-professzor
- McArthur: Rendkívüli kiadás... Broadwater
- Seán O’Casey: Bíbor por... Cyrill Poges
- Peter Weiss: A vizsgálat... Első tanú
- Illyés Gyula: Fáklyaláng... Csányi László miniszter
- George Bernard Shaw: Warrenné mestersége... Sir Crofts
- Franz Kafka: Amerika... Inas
- Dosztojevszkij: A félkegyelmű... Jepancsin tábornok
- Hubay Miklós: A Szfinx, avagy búcsú a kellékektől... Tireziász
- Schiller: Stuart Mária... George Talbot
- Erdélyi Sándor: Mozaikok... Hidas bácsi
- John Milton: Elveszett paradicsom... Atya
- Gribojedov: Az ész bajjal jár... Famuszov
- Gyárfás Miklós: Beatrix... Zalonta Ede
- Kipphardt: Az Oppenheimer ügy... Ward V. Evans, bizottsági tag
- Spiró György: Hajrá, Samu!... Nagypapa
- Illés Endre: Spanyol Izabella... Talavera, Izabella gyóntatója
- Háy Gyula: Isten, császár, paraszt... Zarabella bíboros
- Ernest Hemingway: Ötödik hadoszlop... Antonio
- Shakespeare: Antonius és Cleopatra... Proculeius

## Filmjei

### Játékfilmek
- A láp virága (1942) – Rabinovitz, uzsorás
- Házassággal kezdődik (1943) – Az orvos
- Makrancos hölgy (1943) – Inas
- Megálmodtalak (1943) – Hálókocsi kalauz
- Rákóczi nótája (1943) – Hosszu kuruc vitéz
- Makkhetes (1944) – Főpincér a Koronában
- Ördöglovas (1944)
- Üsd pofon! (1944, rövid játékfilm) – Börgöndi
- Lúdas Matyi (1949) – Első színész
- Úri muri (1949) – Kereskedő
- Dalolva szép az élet (1950) – Réz Győző, karnagy
- Különös házasság (1950) – Szentgáli kanonok
- Felszabadult föld (1951)
- Föltámadott a tenger 1-2. (1953) – Kolowrath gróf
- A bűvös szék (1954, rövid játékfilm) – Államtitkár
- Én és a nagyapám (1954) – Králik
- Fel a fejjel (1954) – Jackson
- Liliomfi (1954) – Szilvay professzor
- Rokonok (1954)
- Mese a 12 találatról (1956) – Üzletvezető
- Bakaruhában (1957) – Őrnagy
- Kard és kocka (1959) – Schwartzenau őrnagy
- A megfelelő ember (1960) – Érczkövi professzor
- Az utolsó vacsora (1962) – Borán, jogtanácsos
- Férjhez menni tilos (1964) – Sir Hallecy
- Mit csinált felséged 3-tól 5-ig? (1964) – Titkos testőr
- Háry János (1965) – Császár
- Az orvos halála (1966) – Lebkovits
- Sok hűség semmiért (1966) – Óbori, igazgató
- Utószezon (1966) – Dezső
- Egy nap a paradicsomban (1967)
- Egri csillagok 1-2. (1968) – III. Gyula pápa
- Utazás a koponyám körül (1970) – Pötzl professzor
- Macskajáték (1972) – Csermlényi Viktor
- Drága kisfiam (1978) – Dénes
- Csontváry (1980) – I. Ferenc József császár

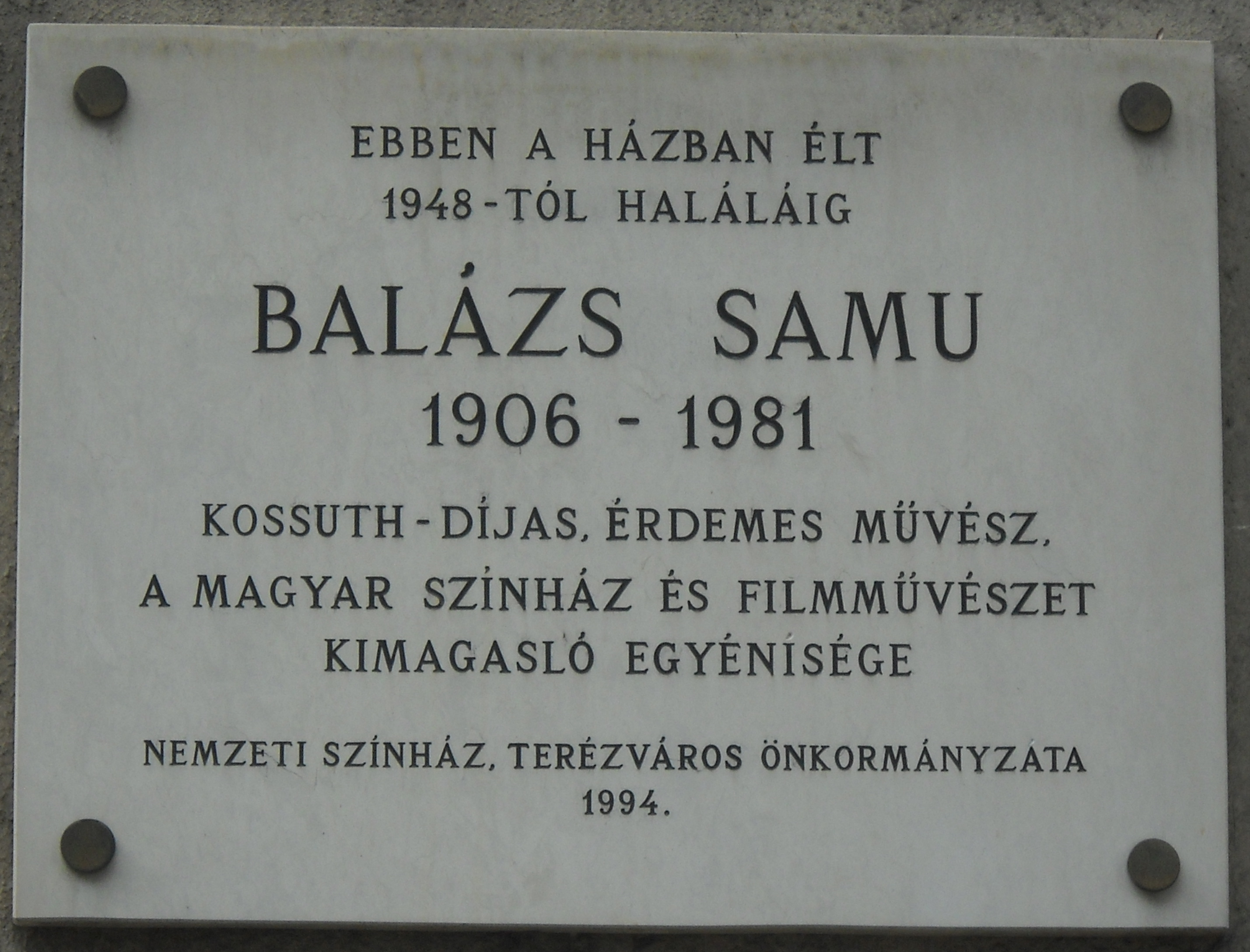
Balázs Samu emléktáblája egykori lakhelyén, a Benczúr utca 48. szám alatt

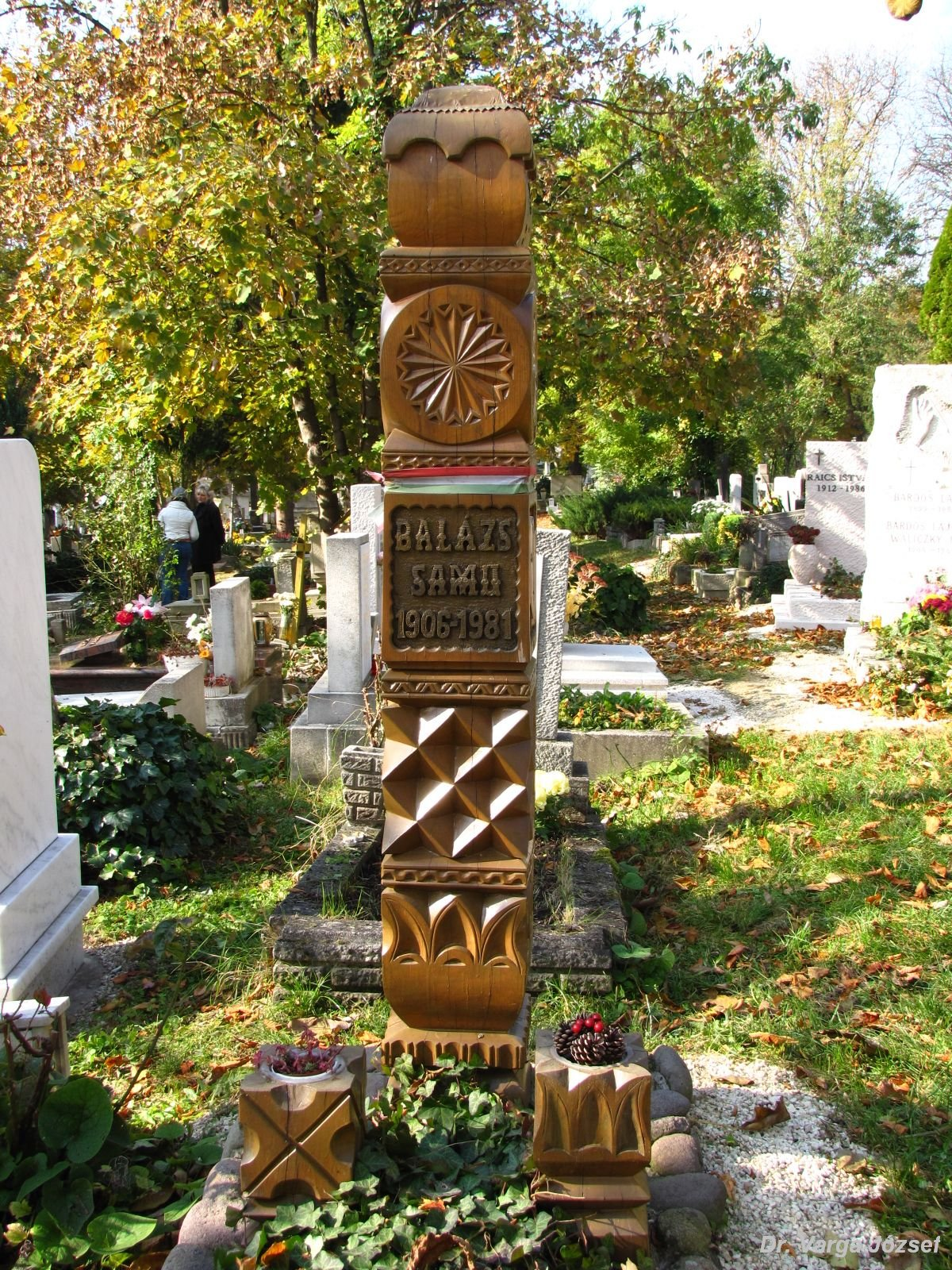
Balázs Samu sírja Budapesten. Farkasréti temető: 25-6-67.

### Tévéfilmek
- Síratásra készül az ég… (1962) – Tanár
- Egy pár papucs (1963) – Horvát Lajos
- Öröklakás (1964) – Tomori, Gedeon professzor
- Rab Ráby (1964) – Niczky gróf
- Száz évben egyszer (1964)
- A ravaszdi leányzó és az IBUSZ vendégek (1967) – Fölcint Lajos
- Egy nap a paradicsomban (1967) – Döblec Fülöp
- Nyaralók (1967)
- Reggelire két férfi (1968) – Archibald
- Szomorú Szerelmesek Szanatóriuma (1968)
- A revizor (1969) – Zemljanyika, kórház gondnok
- Banán és bukta (1972)
- A hőspincér (1973)
- Aljosa Karamazov (1973) – Moszkvai orvos
- Csalódások (1973) – Lombai
- Aranyborjú 1-3. (1974)
- Cseresznyéskert (1979) – Firsz
- Minden egér szereti a sajtot (1981) – Albin papa (hangja: Elekes Pál)

### Szinkron
| Év   | Cím                | Szinkron év |
| ---- | ------------------ | ----------- |
| 1952 | A boldogság madara | 1953        |

## Hangjátékok
- Henrik Ibsen: Peer Gynt (1936)
- Calderon: Az élet álom (1937)
- Edmond Rostand: Cyrano de Bergerac (1937)
- Gyenes Rózsa: A mama férjhez megy (1937)
- Harsányi Kálmán: Ellák (1937)
- Miklós Jenő: Duse (1937)
- William Shakespeare: Ahogy tetszik (1937)
- Alexandre Dumas: A három testőr (1938)
- Harsányi Kálmán: Mariába királya (1938)
- Hebbel, Friedrich: Judit (1938)
- Madách Imre: Az ember tragédiája (1938)
- Sik Sándor: István király (1938)
- Steck, Josef: Játékok játéka (1938)
- Révay József: Tarsicius a vértanú (1939)
- Surányi Miklós: Aranybástya (1939)
- Csanády György: INRI (1940)
- Asztalos Miklós: Márciusi tüzek (1941)
- Bodai Jenő: Ha az ember szerelmes (1941)
- Farkass Jenő: A gyermek (1941)
- Nyiri László: A lipcsei csata előtt (1941)
- Tóth Kálmán: A király házasodik (1941)
- Urai Dezső: Sümegi farsang (1941)
- Vörös Miklós: Egy védtelen asszony (1941)
- Wilhelm: A sivatag vándorai (1941)
- Ráthonyi János: A huszonötödik (1942)
- Maxim Gorkij: Mint a gyerekek (1946)
- Gergely Sándor: Az én fiam (1947)
- Tamási Áron: Hullámzó vőlegény (1947)
- Abezgous-Brustein: Az elvarázsolt festmény (1949)
- Füsi József: Vihar a Tartuffe körül (1949)
- Gyallay Domonkos: Hol a csizma (1949)
- Lestyán Sándor: Két krajcár (1949)
- Illés Béla: Tűz Moszkva alatt (1950)
- Nagy Ignác: Tisztújítás (1950)
- Kolozsvári András: A lipcsei per (1951)
- Verseghy Ferenc: Kaczaifalvy (1951)
- Nádor Tamás: Schiller és Verdi ( A két Carlos) (1952)
- Szimonov, Konsztantin: Orosz kérdés (1952)
- Silova, Bohumilova: Emberek papírból (1953)
- Hajdú Júlia: Ki a ludas? (1954)
- Sinclair Lewis: Dr. Arrowsmith (1954)
- Király Dezső: Sok hűhó valamiért (1956)
- Lovik Károly: Az aranypolgár (1958)
- Bozó László: Furfangos Dalila (1959)
- Gombos László: Ének az emberről (1959)
- Bajor Andor: Cincogó Felicián (1961)
- Manzari, Nicola: A holtak nem fizetnek adót (1961)
- Rapcsányi László: Az igazi Casanova (1961)
- William Shakespeare: Rómeó és Júlia (1961)
- Friedrich Dürrenmatt: Herkules és Augiász istállója (1962)
- Hollós Korvin Lajos: Pázmán lovag (1962)
- Huxley, Aldous: A majom és a lényeg (1962)
- Irwin Shaw: Hazafiak (1962)
- Karlludvig Opitz: A bomba (1962)
- Mándy Iván, László Endre: Robin Hood kalandjai (1962)
- Neszin, Aziz: Törököt fogtunk!...(1963)
- Ambrus Zoltán: Kultúra füzértánccal (1964)
- Andrzej Nowicki: Arkanda (1964)
- Euripidész: Ion (1964)
- Mikszáth Kálmán: Két választás Magyarországon (1964)
- Wolfgang Hildesheimer: Bartschedel feltalálása (1964)
- Bokor Péter: Elloptak egy Nobel-díjat (1965)
- Brecht, Bertold: A vágóhidak Szent Johannája (1965)
- Feuchtwanger: Goya (1965)
- Friedrich Dürrenmatt: Straniczky és a nemzeti hős (1965)
- Liszkay Tamás: Utazás Bitóniába (1965)
- Lunacsarszkij: Cromwell (1965)
- Krlezsa, Miroslav: Areteus (1965)
- Morthon Thompson: Az élet ára (1965)
- Németh László: Eklézsia-megkövetés (1965)
- Obrenovics, Alexandar: Don Juan visszatér (1965)
- Lope de Vega: Hej Madrid, Madrid! (1966)
- Hegedűs Géza: Merlin a varázsló (1967)
- Somogyi Tóth Sándor: A bíró is halandó (1968)
- Kürti András: A Mittalon-ügy (1969)
- Sós György: Aranycsont (1969)
- Tom Stoppard: Albert hídja (1969)
- Homérosz: Odüsszeia (1970)
- Franz Kafka: A kastély (1971)
- G. B. Shaw: Don Juan a pokolban (1971)
- Theodor Weissenborn: Hősi példa (1971)
- Történet a szerelemről és a halálról (1971)
- Ivan Bukovcan: Majdnem isteni tévedés (1972)
- Maugham, Somerset: Zsákutca (1972)
- Hegedűs Géza: A szépséges Meluzina (1973)
- Örkény István: Tóték (1973)
- Zdenek Sverák: A három autó (1973)
- E.T.A. Hoffmann: Gőzölög a cikóriakávé...! (1974)
- Karinthy Frigyes: Mennyei riport (1974)
- Moldova György: A börtönválogatott (1974)
- Vágó Péter: A boszorkány (1974)
- Urbán Gyula: Minden egér szereti a sajtot (1975)
- Boy, Lornsen: Robi, Tóbi és a Töfröcsó (1976)
- Rudyard Kipling: A dzsungel könyve (1977)
- Preussler, Otfried: Egy kicsi szellem visszatér (1976)[5]

## Díjai, elismerései
- Kossuth-díj (1951)
- Érdemes művész (1963)